# Miloš Jojić
Miloš Jojić (szerbül: Милош Јојић; Ópazova, 1992. március 19. –) szerb válogatott labdarúgó, a Riga FC középpályása.

## Kéubcsapatokban

### A kezdetek
2014. január 24-én Miloš Ostojićcsal együtt aláírta első,  négyéves profi szerződését a Partizannal. Azonban Jojić a 2011–12-es szezon végéig a Teleoptiknál maradt. A csapatnál összesen 60 meccsen 14 gólt lőtt.

### Partizan
2012. szeptember 5-én mutatkozott be bajnoki meccsen a Partizanban a Hajduk Kula ellen. 2013. május 18-án a 90. percben, egy szabadrúgást követően talált be a Partizan ősi riválisának, ezzel sorozatban hatodik bajnoki címüket nyerték meg.

### Borussia Dortmund
2014. január 31-én négy és fél évre a Borussia Dortmundhoz szerződött, a német csapat nagyjából 2 millió eurót fizethetett érte. Jojić első meccsét február 15-én az Eintracht Frankfurt ellen csereként vívta meg. Becserélése után mindössze 17 másodperccel talált be, első labdaérintésével Kevin Großkreutz lövését juttatta a hálóba, 4–0-ra alakítva az állást. Ez volt a leggyorsabb gól, amivel egy játékos a Bundesligában debütált, a csereként beállva lőtt leggyorsabb góltól viszont 4 másodperccel elmaradt.

## Válogatottban
Jojić az U19-es válogatott színeiben részt vett a 2011-es U19-es labdarúgó-Európa-bajnokságon, az első, Törökország elleni meccsen be is talált. A felnőttválogatottban 2013. október 11-én a Japán elleni barátságos találkozón mutatkozott be, a 90. percben meg is szerezte első gólját.

## Statisztikák

### Klubcsapatban
| Klub              | Szezon   | Bajnokság | Bajnokság | Kupa  | Kupa | Európa | Európa | Összesen | Összesen |
| Klub              | Szezon   | Meccs     | Gól       | Meccs | Gól  | Meccs  | Gól    | Meccs    | Gól      |
| ----------------- | -------- | --------- | --------- | ----- | ---- | ------ | ------ | -------- | -------- |
| Partizan          | 2012–13  | 20        | 4         | 1     | 0    | 6      | 0      | 27       | 4        |
| Partizan          | 2013–14  | 15        | 6         | 3     | 0    | 5      | 1      | 23       | 7        |
| Partizan          | Összesen | 35        | 10        | 4     | 0    | 11     | 1      | 50       | 11       |
| Borussia Dortmund | 2013–14  | 10        | 4         | 2     | 0    | 3      | 0      | 15       | 4        |
| Borussia Dortmund | 2014–15  | 9         | 0         | 2     | 0    | 1      | 0      | 12       | 0        |
| Borussia Dortmund | Összesen | 19        | 4         | 4     | 0    | 4      | 0      | 27       | 4        |
| Összesen          | Összesen | 54        | 14        | 8     | 0    | 15     | 1      | 77       | 15       |

### Válogatottban
| Szerb labdarúgó-válogatott | Szerb labdarúgó-válogatott | Szerb labdarúgó-válogatott |
| Év                         | Meccs                      | Gól                        |
| -------------------------- | -------------------------- | -------------------------- |
| 2013                       | 1                          | 1                          |
| 2014                       | 4                          | 0                          |
| Összesen                   | 5                          | 1                          |

#### Góljai a válogatottban
Mindig Szerbia góljai találhatók elől
| #  | Dátum             | Helyszín                   | Ellenfél | Állás | Eredmény | Kiírás              |
| -- | ----------------- | -------------------------- | -------- | ----- | -------- | ------------------- |
| 1. | 2013. október 11. | Karađorđe Stadion, Újvidék | Japán    | 2–0   | 2–0      | Barátságos mérkőzés |

## Sikerei, díjai

### Klubcsapatban
Partizan
- Szerb SuperLiga: 2012–13

Borussia Dortmund
- DFL-Supercup: 2014

## Fordítás
Ez a szócikk részben vagy egészben  a   Miloš Jojić című angol Wikipédia-szócikk ezen változatának fordításán alapul.  Az eredeti cikk szerkesztőit annak laptörténete sorolja fel. Ez a jelzés csupán a megfogalmazás eredetét és a szerzői jogokat jelzi, nem szolgál a cikkben szereplő információk forrásmegjelöléseként.